# Arena Nova

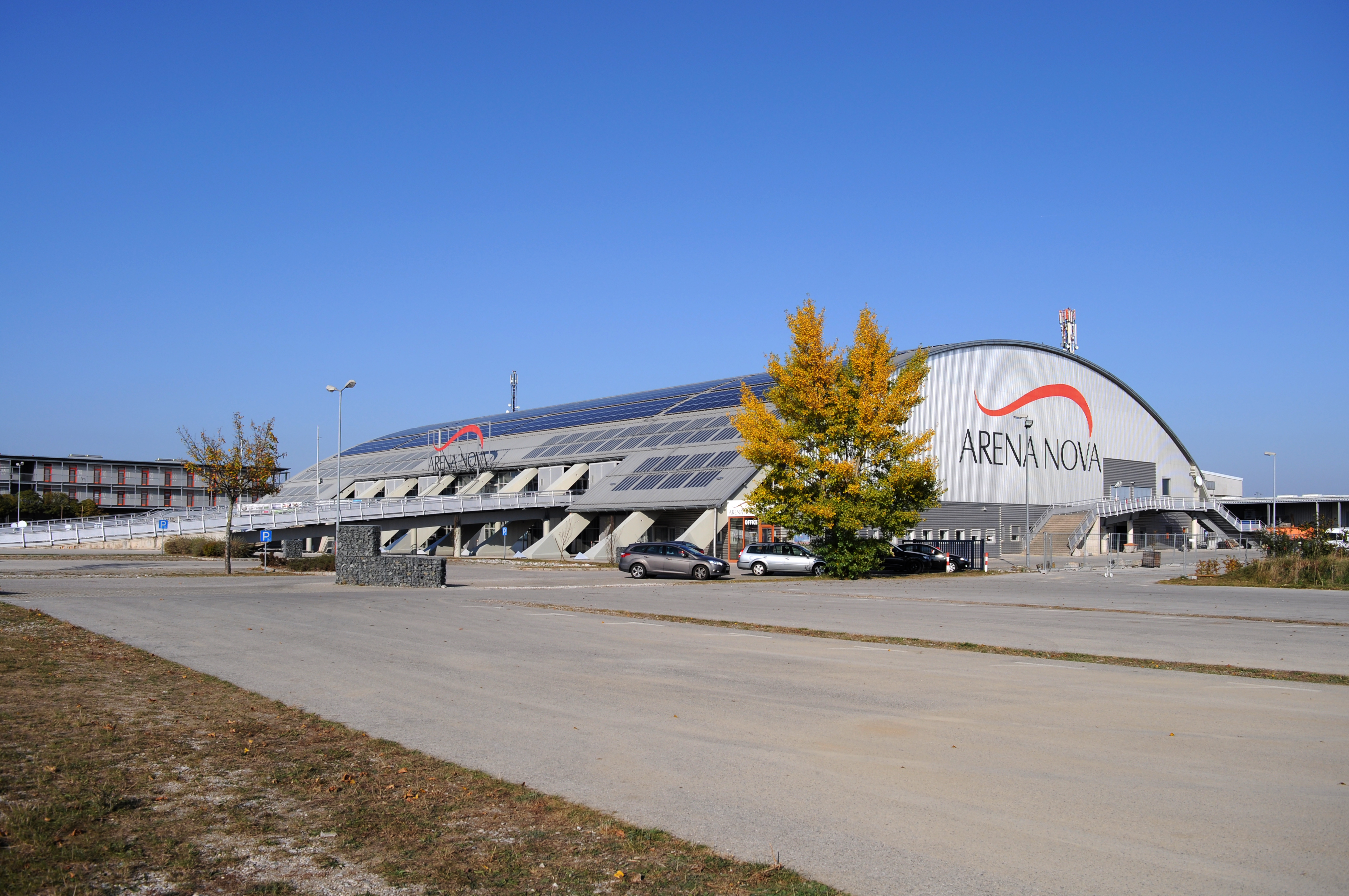
Arena Nova

Die Arena Nova ist eine Mehrzweckhalle in Wiener Neustadt.

## Geschichte
Die im neuen Stadtteil Civitas Nova gelegene Multifunktionshalle wurde 1994 fertiggestellt und ist Austragungsort einer Vielzahl an Veranstaltungen, zum Beispiel Messen, Sportveranstaltungen, Bälle, Konzerte oder auch Kongresse. Bereits seit 1990 ist Klaus Schneeberger, der die Halle initiiert hat, Vorstandsvorsitzender der Arena Nova BetriebsgmbH. Basis für die Errichtung der Arena Nova war, dass die damalige Landeshauptmann-Stellvertreterin Liese Prokop eine Halle für die Ausrichtung der Handball-Damen-WM 1995 gesucht hat, die mindestens 4000 Besucher aufnehmen konnte.
Das bisherige, zwischen Raugasse und Wiener Straße entlang der Warmen Fischa gelegene Ausstellungsgelände wurde dadurch frei und für die Errichtung von rund 600 Wohnungen zur Verfügung gestellt.